# Caplin Cove (Southwest Arm)
Caplin Cove is een plaats in de Canadese provincie Newfoundland en Labrador. De plaats bevindt zich aan de oostkust van het eiland Newfoundland en maakt deel uit van het local service district Caplin Cove-Southport.

## Geografie
Caplin Cove ligt aan de zuidelijke oever van de Southwest Arm, een 24 km lange zeearm aan de Newfoundlandse oostkust. Het dorp is gelegen aan provinciale route 204 en ligt ten oosten van Hodge's Cove en ten westen van Little Heart's Ease.

## Geschiedenis
In 2004 kende het gemeentevrije dorp Caplin Cove voor het eerst een beperkt lokaal bestuur doordat het deel ging uitmaken van het nieuw opgerichte local service district (LSD) Caplin Cove-Southport.

## Demografie
Tussen 1991 en 1996 steeg de bevolkingsomvang van Caplin Cove van 105 naar 116. Doordat Caplin Cove deel is gaan uitmaken van de designated place Caplin Cove-Southport worden er niet langer aparte censusdata voor de plaats bijgehouden.